# Marzec 2009 w sporcie

## 31 marca

### Piłka nożna
- Puchar Ekstraklasy, ćwierćfinały:
  - Arka Gdynia 2:2 Polonia Warszawa – awans do półfinału Arki
  - Piast Gliwice 2 (2):(4) 2 Odra Wodzisław Śląski – awans do półfinału Odry[1]
- Mistrzostwa Świata w Piłce Nożnej 2010 eliminacje:
  - eliminacje strefy CONMEBOL:
    -  Wenezuela 2:0  Kolumbia[2]
- Mecze towarzyskie:
  -  Południowa Afryka 0:2  Portugalia
  -  Anglia 0:2  Maroko

## 30 marca

### Tenis ziemny
- WTA Tour 2009-Sony Ericsson Open, 1/8 finału turnieju WTA w Miami:  Agnieszka Radwańska 6:4, 1:6, 4:6  Venus Williams[3][4]

### Piłka nożna
- Puchar Ekstraklasy, ćwierćfinały:
  - Ruch Chorzów 0:1 Śląsk Wrocław – awans do półfinału Śląska[5]

## 29 marca

### Curling
Żeńska reprezentacja  Chin (zespół Wang Bingyu) zdobyła złoty medal Mistrzostw Świata w Curlingu Kobiet w koreańskim Gangneung, pokonując w finale reprezentację  Szwecji (Anette Norberg). W meczu o III miejsce  Dania (Angelina Jensen) pokonała  Kanadę (Jennifer Jones).

### Formuła 1

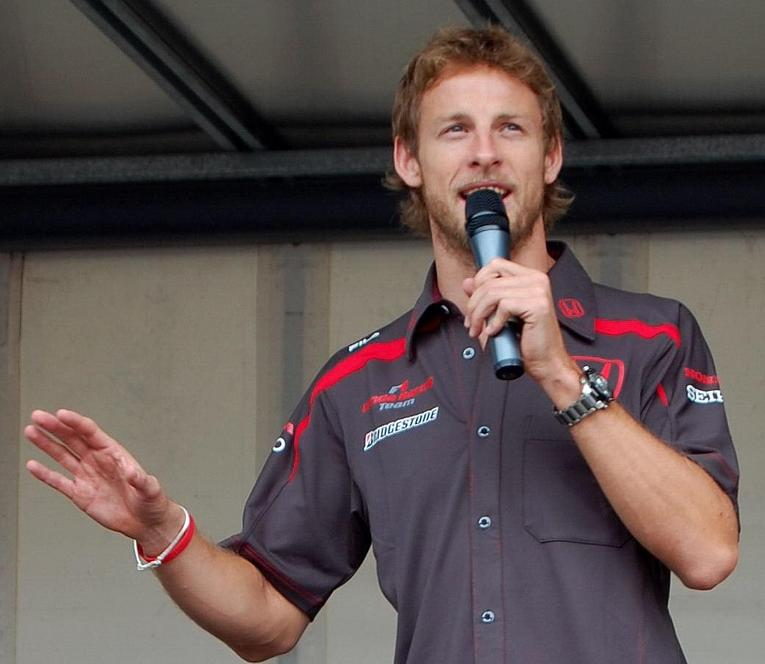
Jenson Button

- Grand Prix Australii 2009[6]:   Jenson Button, Brawn;   Rubens Barrichello, Brawn;   Sebastian Vettel, Red Bull

### Piłka nożna
- Mistrzostwa Świata w Piłce Nożnej 2010 eliminacje:

### Biatlon

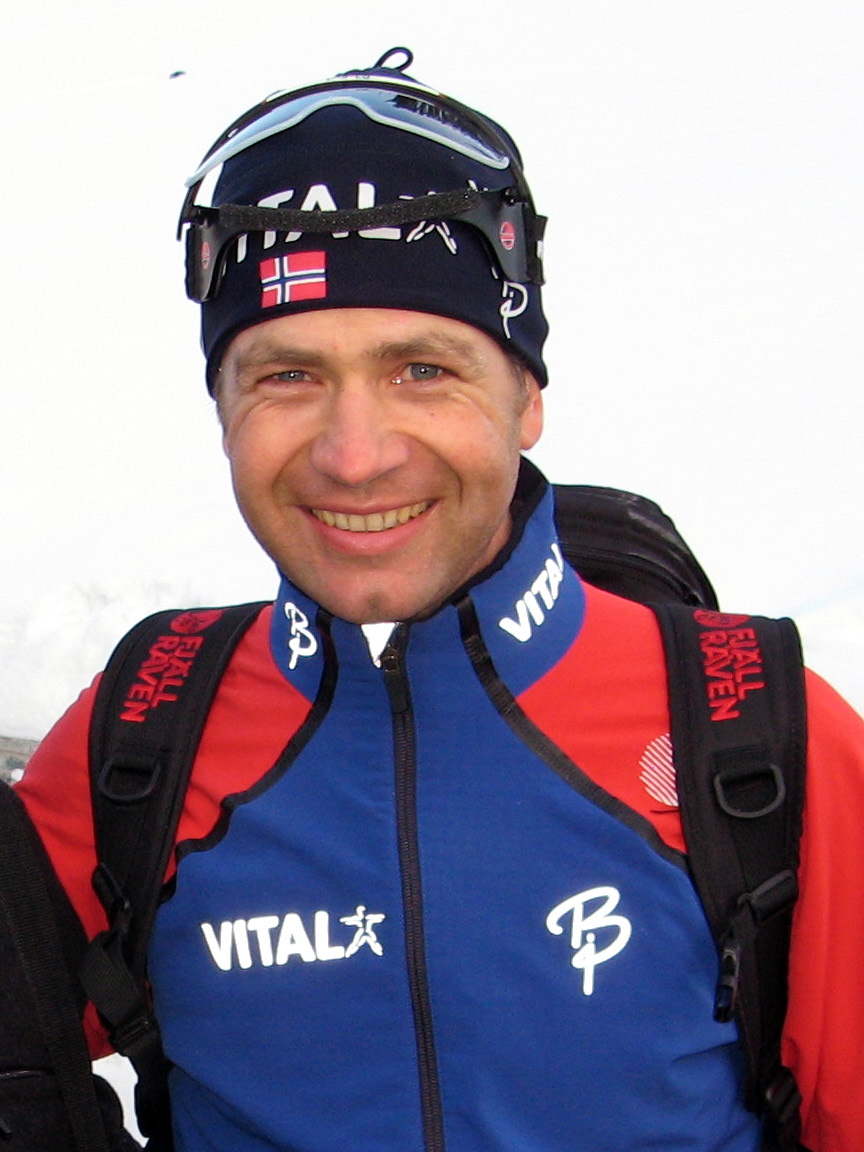
Ole Einar Bjørndalen

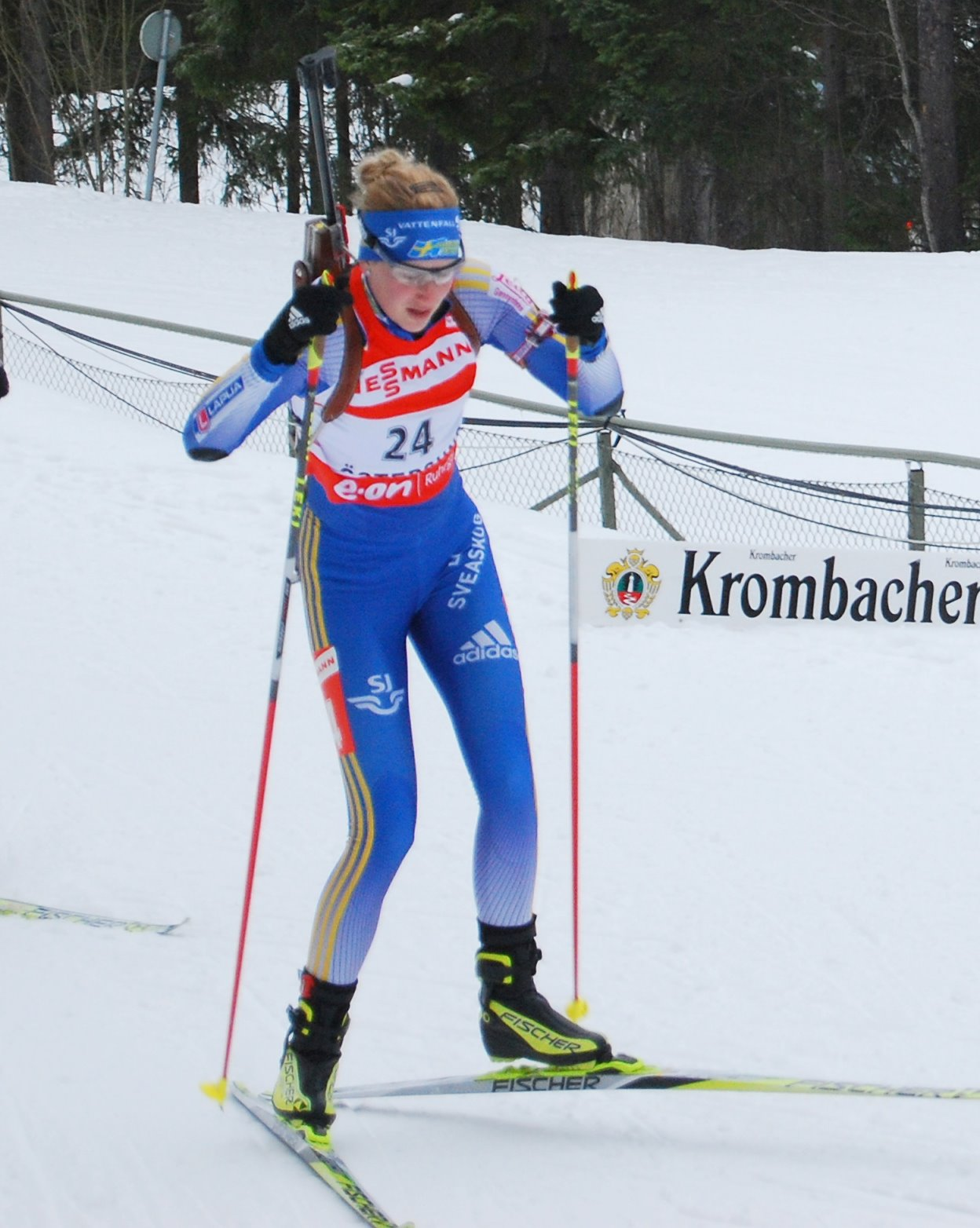
Helena Jonsson

| Puchar Świata w biathlonie 2008/2009 klasyfikacja końcowa | Puchar Świata w biathlonie 2008/2009 klasyfikacja końcowa | Puchar Świata w biathlonie 2008/2009 klasyfikacja końcowa |
| mężczyzn:                                                 | mężczyzn:                                                 | mężczyzn:                                                 |
| --------------------------------------------------------- | --------------------------------------------------------- | --------------------------------------------------------- |
| Kryształowa kula                                          | Ole Einar Bjørndalen                                      | 1080 pkt                                                  |
| 2. miejsce                                                | Tomasz Sikora                                             | 870 pkt                                                   |
| 3. miejsce                                                | Emil Hegle Svendsen                                       | 844 pkt                                                   |
| kobiet:                                                   |                                                           |                                                           |
| Kryształowa kula                                          | Helena Jonsson                                            | 952 pkt                                                   |
| 2. miejsce                                                | Kati Wilhelm                                              | 952 pkt                                                   |
| 3. miejsce                                                | Tora Berger                                               | 894 pkt                                                   |

- Puchar Świata w biathlonie, Chanty-Mansyjsk:
  - Bieg masowy (15 km) mężczyzn:   Simon Eder;   Dominik Landertinger;   Ole Einar Bjørndalen
  - Bieg masowy (12,5 km) kobiet:   Simone Hauswald;   Helena Jonsson;   Andrea Henkel

## 28 marca

### Łyżwiarstwo figurowe
Ostatni dzień mistrzostw świata w Los Angeles. W finale solistek zwyciężyła  Kim Yu-na przed  Joannie Rochette i  Miki Andō.

### Piłka nożna
- Mistrzostwa Świata w Piłce Nożnej 2010 eliminacje:
  - Grupa 3
    -  Irlandia Północna 3-2  Polska[8]
    -  Słowenia 0-0  Czechy

### Biatlon
- Puchar Świata w biathlonie, Chanty-Mansyjsk:
  - Bieg na dochodzenie (12,5 km) mężczyzn:   Emil Hegle Svendsen;   Ole Einar Bjørndalen;   Christoph Sumann
  - Bieg na dochodzenie kobiet:   Magdalena Neuner;   Michela Ponza;   Marie Dorin

## 27 marca

### Łyżwiarstwo figurowe
Na Mistrzostwach Świata w Los Angeles w kategorii par tanecznych złoty medal zdobyła para  Oksana Domnina / Maksim Szabalin. Srebrny medal zdobyli  Tanith Belbin i Benjamin Agosto, a brązowy  Tessa Virtue i Scott Moir.

### Biatlon
- Puchar Świata w biathlonie, Chanty-Mansyjsk:
  - Sprint (7,5 km) kobiet:   Tina Bachmann;   Simone Hauswald;   Anna Carin Zidek

## 26 marca

### Łyżwiarstwo figurowe
Na mistrzostwach świata w Los Angeles w kategorii par sportowych złoty medal zdobyła para  Alona Sawczenko / Robin Szolkowy. Srebrny medal zdobyli  Zhang Dan i Zhang Hao, a brązowy  Yūko Kawaguchi i Aleksandr Smirnow.
W kategorii solistów zwyciężył  Evan Lysacek przed  Patrickiem Chanem i  Brianem Joubertem.

### Biatlon
- Puchar Świata w biathlonie, Chanty-Mansyjsk:
  - Sprint (10 km) mężczyzn:   Arnd Peiffer;   Ole Einar Bjørndalen;   Christoph Sumann

## 22 marca

### Skoki narciarskie
| Klasyfikacja Generalna Pucharu Świata | Klasyfikacja Generalna Pucharu Świata | Klasyfikacja Generalna Pucharu Świata |
| ------------------------------------- | ------------------------------------- | ------------------------------------- |
| Kryształowa kula                      | Gregor Schlierenzauer                 | 2083 pkt                              |
| 2. miejsce                            | Simon Ammann                          | 1776 pkt                              |
| 3. miejsce                            | Wolfgang Loitzl                       | 1396 pkt                              |
| 13. miejsce                           | Adam Małysz                           | 549 pkt                               |

- Puchar Świata w skokach narciarskich,  Planica:
  - Letalnica HS215 loty:   Harri Olli;   Adam Małysz;   Simon Ammann

### Biegi narciarskie
| Klasyfikacja Generalna Pucharu Świata | Klasyfikacja Generalna Pucharu Świata | Klasyfikacja Generalna Pucharu Świata |
| ------------------------------------- | ------------------------------------- | ------------------------------------- |
| Kryształowa kula                      | Justyna Kowalczyk                     | 1810 pkt                              |
| 2. miejsce                            | Therese Johaug                        | 1710 pkt                              |
| 3. miejsce                            | Charlotte Kalla                       | 1463 pkt                              |

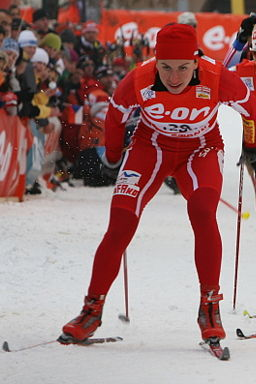
Justyna Kowalczyk

- Puchar Świata w biegach narciarskich, Falun:
  - 10 km s.dowolny kobiet:   Kristin Størmer Steira;   Therese Johaug;   Marthe Kristoffersen.

### Biatlon
- Puchar Świata w biathlonie, Trondheim:
  - Bieg masowy (15 km) mężczyzn:   Ole Einar Bjørndalen;   Simon Eder;   Emil Hegle Svendsen
  - Bieg masowy (12,5 km) kobiet:   Tora Berger;   Simone Hauswald;   Sandrine Bailly.

## 21 marca

### Skoki narciarskie
- Puchar Świata w skokach narciarskich,  Planica:
  - Letalnica HS215 loty, druż.:   Norwegia;   Polska;   Rosja.

### Biegi narciarskie
- Puchar Świata w biegach narciarskich, Falun:
  - 5+5 km łączony kobiet:   Riitta-Liisa Roponen;   Therese Johaug;   Justyna Kowalczyk

### Biatlon
- Puchar Świata w biathlonie, Trondheim:
  - Bieg na dochodzenie (12,5 km) mężczyzn:   Ole Einar Bjørndalen;   Simon Eder;   Tomasz Sikora.
  - Bieg na dochodzenie (10 km) kobiet:   Andrea Henkel;   Olga Zajcewa;   Marie Laure Brunet.

## 20 marca

### Skoki narciarskie
- Puchar Świata w skokach narciarskich,  Planica:
  - Letalnica HS215 loty:   Gregor Schlierenzauer;   Adam Małysz;   Dmitrij Wasiljew.

### Biegi narciarskie
- Puchar Świata w biegach narciarskich, Falun:
  - 2,5 km s.dowolny kobiet:   Claudia Nystad;   Charlotte Kalla;   Justyna Kowalczyk

## 19 marca

### Piłka nożna
- Puchar UEFA - 1/8 finału, mecze rewanżowe:
- Copa Libertadores 2009:

### Biatlon
- Puchar Świata w biathlonie, Trondheim:
  - Sprint (10 km) mężczyzn:   Michael Greis;   Ole Einar Bjørndalen;   Simon Eder.
  - Sprint (7,5 km) kobiet:   Olga Zajcewa;   Helena Jonsson;   Sylvie Becaert.

## 18 marca

### Tenis ziemny
- WTA Tour 2009-Pacific Life Open:  Agnieszka Radwańska wygrała z węgierką Ágnes Szávay i awansował do ćwierćfinału[9].

### Piłka nożna
- Puchar Polski, 1/4 finału (I mecze):
  - Polonia Warszawa 1:0 Cracovia[10]
- Puchar UEFA - 1/8 finału, mecze rewanżowe:
  - AS Saint-Etienne  2:2  Werder Brema – awans:  Werder Brema
  - AFC Ajax  2:2  Olimpique Marsylia – awans:  Olimpique Marsylia
- Copa Libertadores 2009:

### Narciarstwo klasyczne
- Puchar Świata w biegach narciarskich 2008/2009, Sztokholm:
  - Sprint s.klasyczny kobiet:   Petra Majdič;   Aino-Kaisa Saarinen;   Anna Olsson.
  - Sprint s.klasyczny mężczyzn:   Johan Kjølstad;   John Kristian Dahl;   Eldar Rønning.

## 17 marca

### Tenis ziemny
- WTA Tour 2009-Pacific Life Open:  Urszula Radwańska odpadła z turnieju po porażce w 1/8 finału z dunką Caroline Wozniacki[11].

### Piłka nożna
- Puchar Polski, 1/4 finału (I mecze):
  - Legia Warszawa 3:1 Stal Sanok
  - Ruch Chorzów 3:0 Zagłębie Lubin
- Copa Libertadores 2009:
  - Grupa 4: Independiente Medellín  0:0  América Cali
  - Grupa 6: Club Atlético Lanús  1:2  Everton de Viña del Mar

## 16 marca

### Piłka nożna
- Premier League
  - West Ham U.		0:0		West Bromwich A.
- Liga Sagres
  - Nacional		1:1		Maritimo

## 15 marca

### Piłka nożna
- Ekstraklasa w piłce nożnej:
  - Arka Gdynia		0:1		Piast Gliwice
  - Górnik Zabrze		1:1		Lech Poznań
- Premier League
  - Chelsea		1:0		Manchester C.
  - Aston Villa		1:2		Tottenham H.
- Serie A:	
  - Atalanta		2:0		Torino
  - Lazio		0:3		Chievo
  - Palermo		5:2		Lecce
  - Reggina		1:1		Napoli
  - Sampdoria		2:2		AS Roma
  - Siena		1:5		AC Milan
  - Udinese		1:1		Catania
  - Inter Milan		2:0		Fiorentina
- Primera División
  - Espanyol		3:3		Mallorca
  - Malaga		2:2		Sevilla
  - Racing Santander		5:0		Numancia
  - Real Betis		0:0		Osasuna
  - Sporting Gijon		3:2		Deportivo La Coruna
  - Valladolid		1:0		Getafe
  - Atletico Madrid		3:2		Villarreal
  - Almeria		0:2		Barcelona
- Bundesliga
  - Hamburger SV		2:0		Energie Cottbus
  - Werder Brema		4:0		Stuttgart
- Ligue 1:	
  - Grenoble		1:0		Saint-Etienne
  - Lyon		0:2		Auxerre
  - Paris S.G.		1:3		Marseille
- Liga Sagres
  - Belenenses		2:2		Amadora
  - Trofense		0:1		Vitoria Setubal
  - Braga		1:1		Academica Coimbra
  - FC Porto		2:0		Associacao Naval

### Hokej na lodzie
- Ekstraliga polska w hokeju na lodzie, mecze finałowe:
  - o miejsca 1-2: Cracovia 7:0 GKS Tychy
    -  Mistrz Polski w hokeju na lodzie: Cracovia

### Narciarstwo klasyczne
- Puchar Świata w skokach narciarskich, Turniej Nordycki:   Gregor Schlierenzauer;   Simon Ammann;   Dmitrij Wasiljew.
- Puchar Świata w kombinacji norweskiej 2008/2009, Vikersund:   Bill Demong;   Petter Tande;   Mikko Kokslien.

## 14 marca

### Piłka ręczna
- Ekstraklasa piłki ręcznej mężczyzn, wyniki 22 kolejki:
- Ekstraklasa piłki ręcznej kobiet, play-off:

### Piłka nożna
- Ekstraklasa w piłce nożnej:
  - Odra Wodzisław		0:0		Slask Wroclaw
  - Cracovia		3:1		Lechia Gdańsk
  - Bełchatów		0:0		Wisła Kraków
  - Polonia Bytom		0:3		Ruch Chorzów
- Premier League
  - Manchester U.		1:4		Liverpool
  - Arsenal		4:0		Blackburn R.
  - Bolton W.		1:3		Fulham
  - Everton		3:1		Stoke C.
  - Hull C.		1:1		Newcastle U.
  - Middlesbrough		1:1		Portsmouth
  - Sunderland		1:2		Wigan Athletic
- Serie A:	
  - Cagliari		0:1		Genoa
  - Juventus		4:1		Bologna
- Primera División
  - Valencia		1:1		Recreativo Huelva
  - Athletic Bilbao		2:5		Real Madrid
- Bundesliga
  - 1. FC Cologne		2:4		Monchengladbach
  - Bochum		0:3		Bayern Monachium
  - Eintracht Frankfurt		1:1		Hoffenheim
  - Hannover		4:4		Borussia Dortmund
  - Hertha BSC		1:0		Bayer Leverkusen
  - Karlsruhe		0:1		Arminia Bielefeld
- Ligue 1:	
  - Caen		0:1		Lille
  - Le Mans		2:2		Rennes
  - Monaco		3:2		Toulouse
  - Nantes		1:1		Lorient
  - Sochaux		2:1		Nancy
  - Valenciennes		3:2		Le Havre
  - Bordeaux		2:1		Nice
- Liga Sagres
  - Benfica		0:1		Vitoria Guimaraes
  - Sporting CP		2:0		Rio Ave

### Piłka siatkowa
- PlusLiga faza: Play off – runda I: Ćwierćfinał:

### Narciarstwo klasyczne
- Puchar Świata w biegach narciarskich 2008/2009, Trondheim:
  - 30 km s.klasyczny kobiet:   Petra Majdič;   Justyna Kowalczyk;   Masako Ishida.
  - 15 km s.klasyczny mężczyzn:   Sami Jauhojärvi;   Tobias Angerer;   Alex Harvey.
- Puchar Świata w skokach narciarskich, turniej drużynowy w Vikersund:   Austria;   Finlandia;   Norwegia.
- Puchar Świata w kombinacji norweskiej 2008/2009, Vikersund:   Anssi Koivuranta;   Bill Demong;   Magnus Moan.

## 13 marca

### Piłka siatkowa
- PlusLiga faza: Play off – runda I: Ćwierćfinał:

### Piłka nożna
- Ekstraklasa w piłce nożnej:
  - Polonia Warsaw		1:3		ŁKS Łódź
  - Jagiellonia Bialystok		2:1		Legia Warsaw
- Bundesliga
  - Wolfsburg		4:3		Schalke
- Liga Sagres
  - Pacos Ferreira		4:0		Leixoes

### Hokej na lodzie
- Ekstraliga polska w hokeju na lodzie, mecze finałowe:
  - o miejsca 1-2: GKS Tychy 1:3 Cracovia.
  - o miejsca 3-4: Stoczniowiec Gdańsk 3:4 Podhale Nowy Targ

### Narciarstwo klasyczne
- Puchar Świata w skokach narciarskich, Turniej Nordycki:   Harri Olli;   Dmitrij Wasiljew;   Gregor Schlierenzauer;   Adam Małysz.

## 12 marca

### Piłka siatkowa
- Liga Mistrzyń siatkarek, II runda play-off (rewanże):
  - Dinamo Moskwa  3:0  Turk Telekom Ankara ]
    - Awans do final four Dinamo Moskwa

  - Foppapedretti Bergamo  -:-  Scavolini Pesaro
- Liga Mistrzów siatkarzy, ćwierćfinały (rewanże):
  - Iskra Odincowo  3:0  PGE Skra Bełchatów
    - Skra w dwumeczu przegrała 5:3 w setach i odpadła z dalszych rozgrywek[12].

### Piłka nożna
- Puchar UEFA 1/8 finału:
  - Olimpique Marsylia  2 – 1  AFC Ajax
  - Werder Brema  1 – 0  AS Saint-Etienne
  - CSKA Moskwa  1 – 0  Szachtar Donieck
  - Udinese Calcio  2 – 0  Zenit Petersburg
  - Paris Saint-Germain  0 – 0  SC Braga
  - Dynamo Kijów  1 – 0  Metalist Charków
  - Manchester City  2 – 0  Aalborg BK
  - Hamburger SV  1 – 1  Galatasaray SK
- Copa Libertadores:
  - Grupa 1: CSD Colo-Colo  3:0  LDU Quito
  - Grupa 3: U. San Martín  2:1  Club Nacional

### Koszykówka
- Euroliga

### Hokej na lodzie
- Ekstraliga polska w hokeju na lodzie, mecze finałowe:
  - o miejsca 1-2: GKS Tychy 4:3 Cracovia.

### Narciarstwo klasyczneBiegi narciarskie
- Puchar Świata w biegach narciarskich 2008/2009, Trondheim:   Petra Majdič;   Alena Procházková;   Justyna Kowalczyk[13].

## 11 marca

### Piłka siatkowa
- Liga Mistrzyń siatkarek, II runda play-off (rewanże):
  - Eczacıbaşı Stambuł  3:0  Fakro Muszynianka Muszyna[14]
- Liga Mistrzów siatkarzy, ćwierćfinały (rewanże):
  - Zenit Kazań  3:2  Lube Banca Marche Macerata
  - Itas Diatec Trentino  3:0  Domex Tytan AZS Częstochowa
  - Iraklis Saloniki  3:0  VfB Friedrichshafen

### Piłka nożna
- Liga Mistrzów UEFA 1/8 Finału
  - FC Porto  0:0  Atlético Madryt
  - FC Barcelona  5:2  Olympique Lyon
  - AS Roma  1:0 (karne 6:7) Arsenal F.C.
  - Manchester United  2:0  Inter Mediolan
- Copa Libertadores:
  - Grupa 2: Deportivo Táchira  1:0  Deportivo Cuenca
  - Grupa 6:
    - Everton  1:1  Lanús
    - Guadalajara  1:0  Caracas

  - Grupa 7: Boyacá Chicó  0:1  Grêmio
- Premier League
  - Fulham 1:2	Blackburn R.

## 10 marca

### Piłka nożna
- Liga Mistrzów UEFA 1/8 Finału
  - Juventus F.C.  2 – 2  Chelsea F.C.
  - Panathinaikos AO  1 – 2  Villarreal C.F.
  - Bayern Monachium  7 – 1  Sporting CP
  - Liverpool  4 – 0  Real Madryt
- Copa Libertadores:
  - Grupa 4: América de Cali  1–1  Independiente Medellín
  - Grupa 5: Deportivo Quito  1:0  Estudiantes
  - Grupa 8: Universitario  0:0  San Luis

### Narciarstwo klasyczne
- Puchar Świata w skokach narciarskich, konkurs w Kuopio:   Takanobu Okabe;   Simon Ammann;   Adam Małysz[15][16].

### Hokej na lodzie
- Ekstraliga polska w hokeju na lodzie, mecze finałowe:
  - o miejsca 1-2: Cracovia 2:1 GKS Tychy;
  - o miejsca 3-4: Podhale Nowy Targ 7:4 Stoczniowiec Gdańsk.

## 9 marca

### Koszykówka
- PLK, 28 kolejka:
  - Energa Czarni Słupsk 		74:66		 Polonia Gaz Ziemny Warszawa

### Hokej na lodzie
- Ekstraliga polska w hokeju na lodzie, mecze finałowe:
  - o miejsca 1-2: Cracovia 5:4 GKS Tychy[17];
  - o miejsca 3-4: Podhale Nowy Targ 6:2 Stoczniowiec Gdańsk.

## 8 marca

### Koszykówka
- PLKK:
  - KSSSE AZS PWSZ Gorzów Wielkopolski 		84:65		 INEA AZS Poznań
- PLK, 28 kolejka:
  - Bank BPS Basket Kwidzyn 		72:80		 PBG Basket Poznań

### Lekkoatletyka

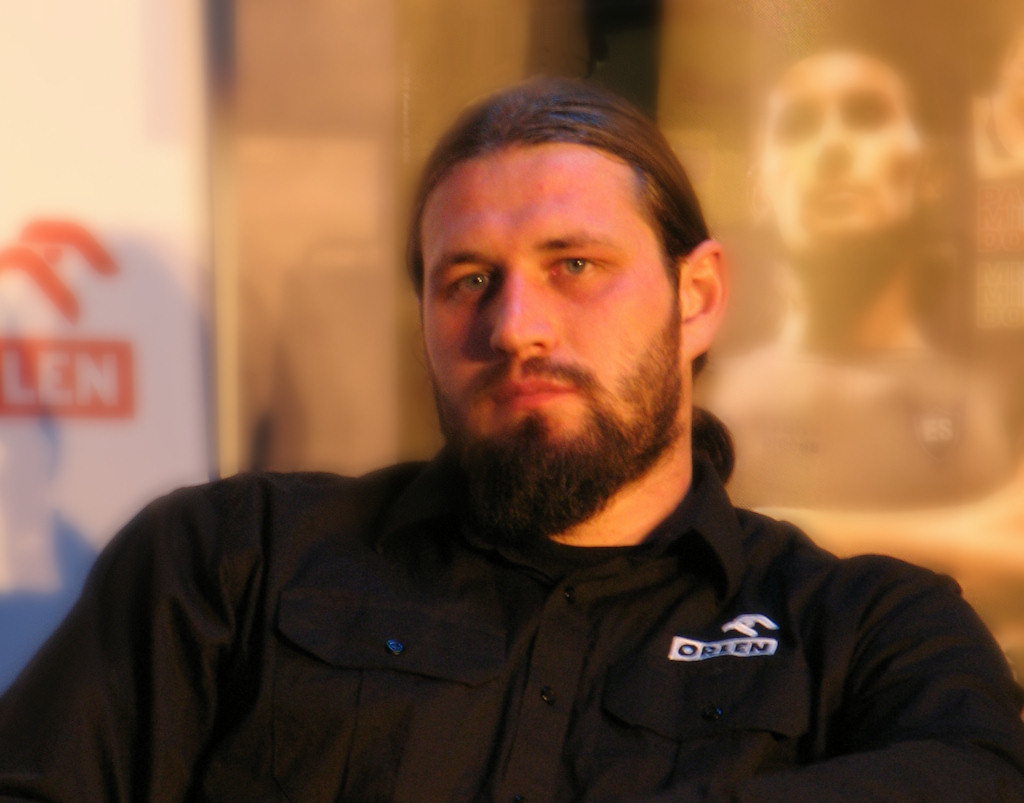
Tomasz Majewski

- Zakończyły się Halowe Mistrzostwa Europy w Lekkoatletyce w Turynie: w klasyfikacji generalnej reprezentacja Polski z 3 medalami zajęła 8. lokatę. Złoto zdobył w pchnięciu kulą  Tomasz Majewski, a brązowe medale sztafeta 4 x 400 m  (Jan Ciepiela, Marcin Marciniszyn, Jarosław Wasiak, Piotr Klimczak) oraz w skoku w dal  Marcin Starzak.

### Piłka siatkowa
- Skra Bełchatów wywalczyła Puchar Polski w siatkówce[18].
- PlusLiga Kobiet faza: Play Off – runda I: Ćwierćfinał:

### Biegi narciarskie

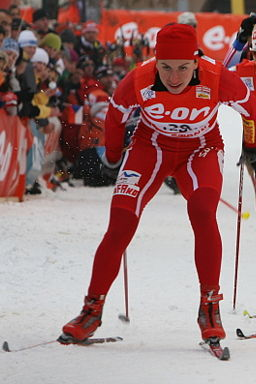
Justyna Kowalczyk

- Pucharu Świata w biegach narciarskich –  Justyna Kowalczyk wygrała bieg na 10 km techniką dowolną w zawodach zaliczanych do Pucharu Świata w Lahti; w klasyfikacja generalnej awansowała na 2. miejsce.

## 7 marca

### Koszykówka
- PLKK, 24. kolejka:
  - MUKS Poznań 		84:59		 PKM Duda Super Pol Leszno
  - ŁKS Siemens AGD Łódź 		61:57		 Utex Row Rybnik
  - Energa Toruń 		72:50		 Cukierki Odra Brzeg
- PLK, 28 kolejka:
  - Atlas Stal Ostrów Wlkp. 		77:93		 Anwil Włocławek
  - Sportino Inowrocław 		79:68		 Sokołów Znicz Jarosław
  - Kotwica Kołobrzeg 		87:75		 Polpharma Starogard Gdański
  - PGE Turów Zgorzelec 		116:73		 Victoria Górnik Wałbrzych

## 6 marca

### Tenis ziemny
- Puchar Davisa 2009:
  -  Argentyna –:-  Holandia
  -  Czechy –:-  Francja
  -  Stany Zjednoczone –:-  Szwajcaria
  -  Chorwacja –:-  Chile
  -  Szwecja –:-  Izrael
  -  Rumunia 0:2  Rosja
  -  Niemcy –:-  Austria
  -  Hiszpania –:-  Serbia

### Lekkoatletyka
- Halowe Mistrzostwa Europy w Lekkoatletyce 2009,  Turyn:

### Koszykówka
- PLKK, 24 kolejka:
  - TS Wisła Can Pack Kraków 		84:52		 Finepharm AZS KK Jelenia Góra

### Kombinacja norweska
- Puchar Świata w kombinacji norweskiej,  Lahti:   Bill Demong;   Anssi Koivuranta;   Jason Lamy Chappuis.

### Narciarstwo alpejskie

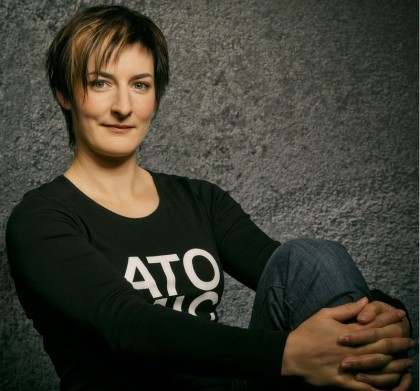
Kathrin Zettel

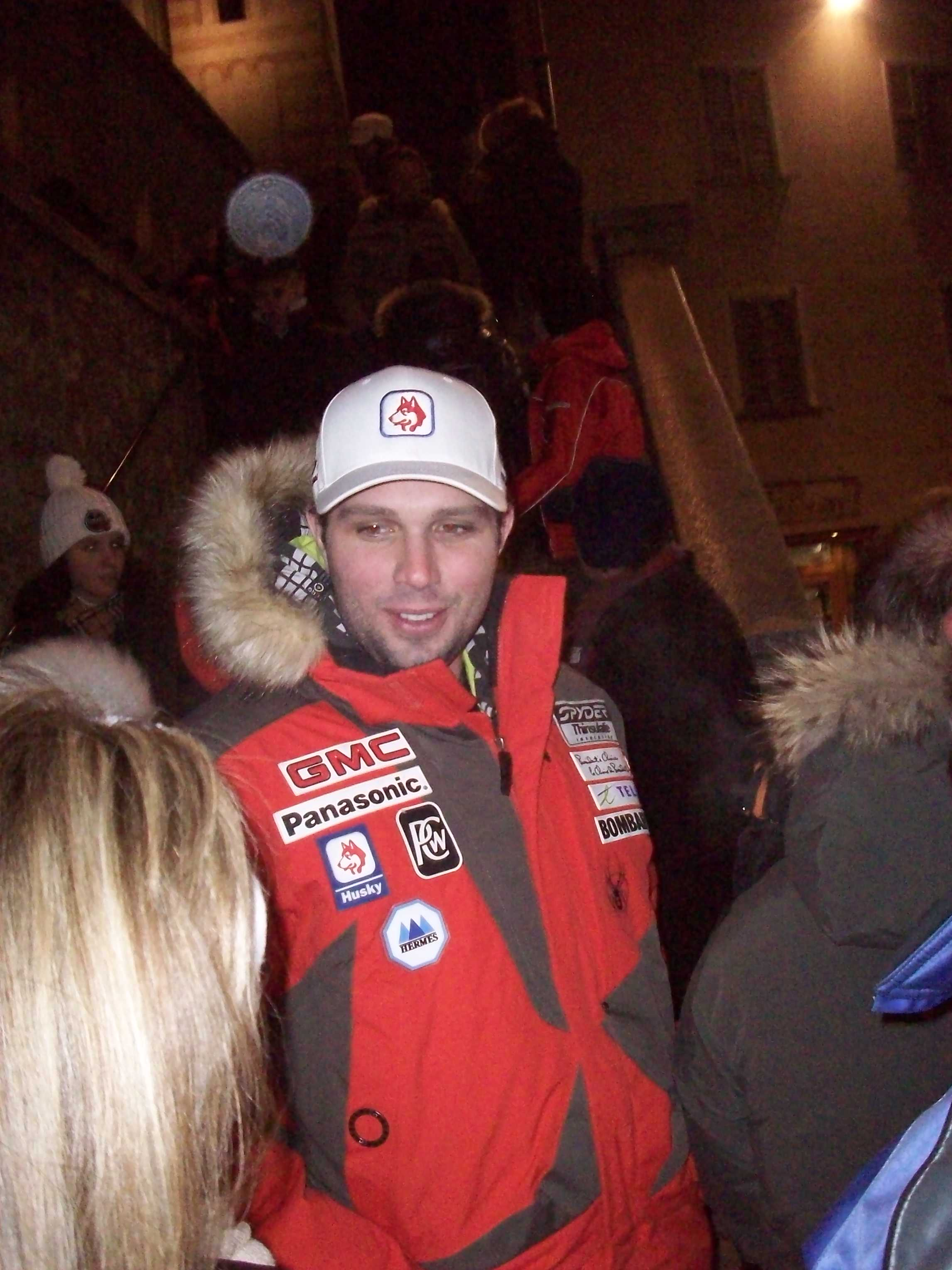
Manuel Osborne-Paradis

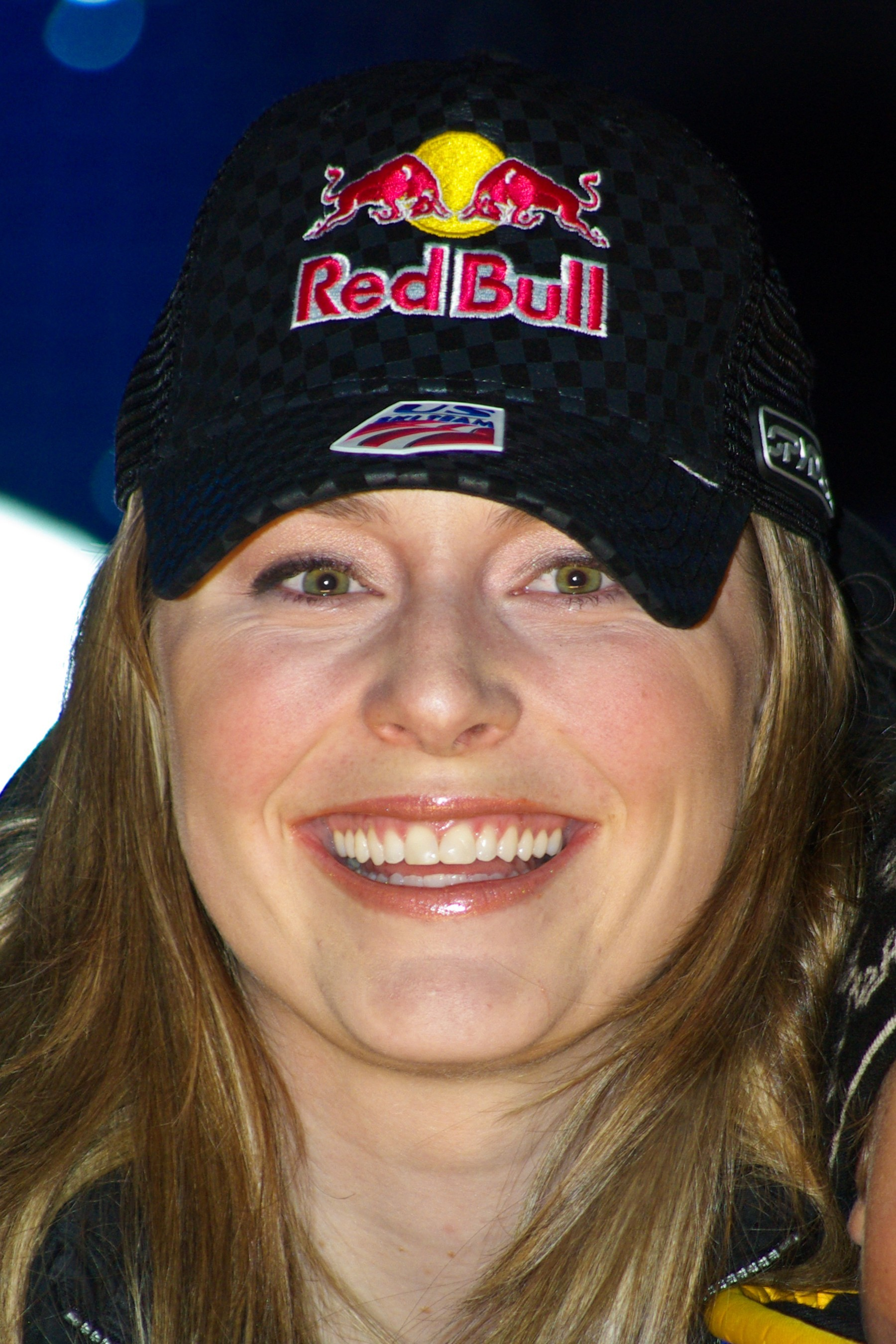
Lindsey Vonn

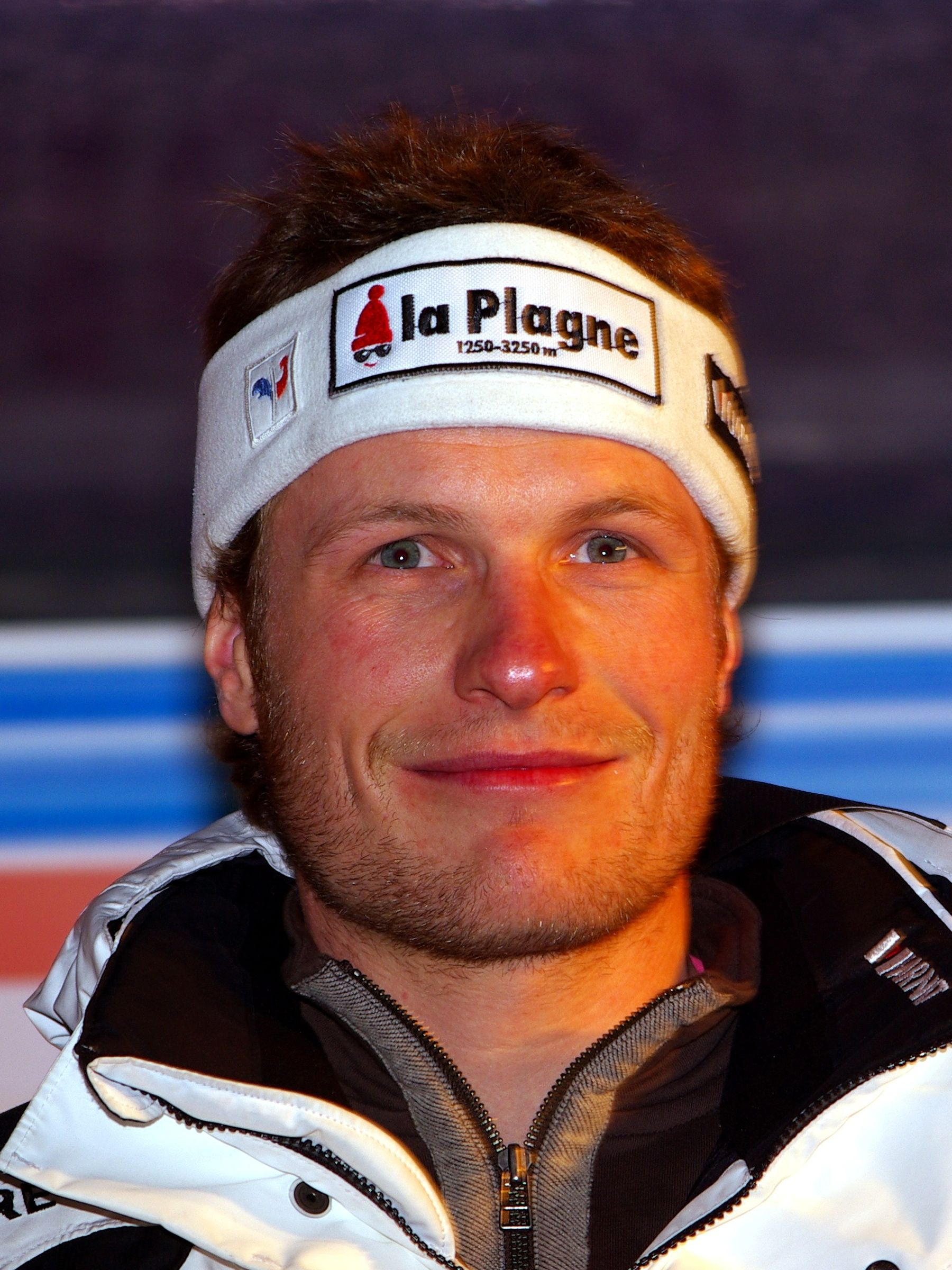
Julien Lizeroux

- Puchar Świata w narciarstwie alpejskim
  - Puchar Świata w narciarstwie alpejskim kobiet, gigant  Ofterschwang:   Kathrin Zettel;   Elisabeth Görgl;   Tanja Poutiainen.
  - Manuel Osborne-Paradis Puchar Świata w narciarstwie alpejskim mężczyzn, zjazd  Kvitfjell:   Manuel Osborne-Paradis;   Michael Walchhofer;   Aksel Lund Svindal.

## 5 marca

### Piłka siatkowa
- Liga Mistrzyń siatkarek, II runda play-off (pierwsze mecze):
  - Fakro Muszynianka Muszyna  1:3  Eczacıbaşı Stambuł
  - Scavolini Pesaro  1:3  Foppapedretti Bergamo

### Koszykówka
- PLKK, 24 kolejka:
  - Lotos PKO BP Gdynia 		80:58		 CCC Polkowice
- Euroliga wyniki spotkań Top 16 (5. seria meczów):
  - Group E: Olympiacos Piraeus  84:81  Olimpia Milano
  - Group F: ALBA Berlin  70:76  Maccabi Tel Awiw
  - Group G: KK Partizan  63:56  Panathinaikos BC
  - Group H: Montepaschi Siena  86:70  Cibona Zagreb

### Piłka nożna
- Copa Libertadores 2009:
  - Grupa 3: Universidad San Martín  2:1  River Plate
  - Grupa 4: América Cali  1:3  São Paulo
  - Grupa 8: Club Libertad  2:0  San Lorenzo

## 4 marca

### Piłka siatkowa
- Liga Mistrzyń siatkarek, II runda play-off (pierwsze mecze):
  - Turk Telekom Ankara  2:3  Dinamo Moskwa
- Liga Mistrzów siatkarzy, ćwierćfinały (pierwsze mecze):
  - Lube Banca Marche Macerata  3:0  Zenit Kazań
  - Domex Tytan AZS Częstochowa  1:3  Itas Diatec Trentino
  - VfB Friedrichshafen  0:3  Iraklis Saloniki

### Koszykówka
- Euroliga wyniki spotkań Top 16 (5. seria meczów):
  - Group E:
    - Asseco Prokom Sopot  72:92  TAU Cerámica[19].

  - Group F:
    - FC Barcelona  90:79  Real Madrid

  - Group G:
    - Unicaja Málaga  99:64  Lottomatica Roma

  - Group H:
    - CSKA Moskwa  77:60  Fenerbahçe Ülker

### Piłka nożna
- Puchar Polski, 1/4 finału (I mecze):
  - Wisła Kraków 0:1 Lech Poznań
- Copa Libertadores 2009:
  - Grupa 1: Sport Club do Recife  2:0  LDU Quito
  - Grupa 2: Deportivo Táchira Club  0:1  Boca Juniors
  - Grupa 5: Universitario de Sucre  0:1  Cruzeiro EC
  - Grupa 7: Universidad de Chile  3:0  Club Aurora
- Premier League
  - Manchester City		2-0		Aston Villa
  - Newcastle United		1-2		Manchester United
  - Stoke City		2-0		Bolton Wanderers
  - Wigan Athletic		0-1		West Ham United
  - Blackburn Rovers		0-0		Everton
  - Fulham		0-1		Hull City
  - Tottenham Hotspur		4-0		Middlesbrough

## 3 marca

### Piłka siatkowa
- Liga Mistrzów siatkarzy, ćwierćfinały (pierwsze mecze):
  - PGE Skra Bełchatów  3:2  Iskra Odincowo

### Piłka nożna
- Copa Libertadores 2009:
  - Grupa 1: SE Palmeiras  1:3  CSD Colo-Colo
  - Grupa 6: Caracas Fútbol Club  2:0  Guadalajara
- Premier League
  - Portsmouth		0:1		Chelsea
  - West Bromwich Albion		1:3		Arsenal
  - Liverpool		2:0		Sunderland

## 2 marca

### Tenis ziemny
- WTA Tour 2009 – Monterrey Open 2009:
  - Rozstawiona z numerem jeden  Agnieszka Radwańska odpadła w I rundzie turnieju.
  -  Urszula Radwańska odpadła w I rundzie turnieju[20].

### Piłka nożna
- Liga Sagres
  - Braga 1:0 Vitoria Guimaraes

## 1 marca

### Tenis ziemny
- WTA Tour 2009 – Albierto Mexicano TELCEL:  Venus Williams wygrała turniej rozegrany w Acapulco[21].
- ATP World Tour 2009 – Abierto Mexicano Telcel: polsko-austriacki duet Kubot-Marach przegrał w finale turnieju w Acapulco 6:4, 4:6, 7:10[22].

### Piłka siatkowa
- PlusLiga Kobiet wyniki 18. kolejki:
  - Impel Gwardia Wrocław		3:0		MKS Dąbrowa Górnicza
  - Gedania Żukowo		3:1		BKS Aluprof Bielsko-Biała
  - Calisia Kalisz		1:3		GCB Centrostal Bydgoszcz
  - KPSK Stal Mielec		2:3		PTPS Farmutil Piła
  - MKS Muszynianka Fakro Muszyna		3:0		Pronar Zeto Astwa AZS Białystok

### Piłka nożna
- Manchester United F.C. zdobył Puchar Ligi Angielskiej w piłce nożnej[23].
- Ekstraklasa w piłce nożnej 18. kolejka:
  - GKS Bełchatow		2 – 3		Lech Poznań
  - Odra Wodzisław		0 – 1		ŁKS Łódź
- Premier League
  - Hull C.		1 – 2		Blackburn R.
  - West Ham U.		1 – 0		Manchester C.
  - Bolton W.		1 – 0		Newcastle U.
  - Aston Villa		2 – 2		Stoke C.
- Serie A:						
  - Atalanta		0 – 2		Chievo
  - Cagliari		0 – 0		Torino
  - Palermo		0 – 4		Catania
  - Reggina		1 – 1		Fiorentina
  - Sampdoria		2 – 1		AC Milan
  - Siena		0 – 0		Genoa
  - Udinese		2 – 0		Lecce
  - Inter Milan		3 – 3		AS Roma
- Primera División
  - Almeria		2 – 1		Getafe
  - Malaga		0 – 2		Recreativo Huelva
  - Numancia		0 – 1		Deportivo La Coruna
  - Racing Santander		1 – 1		Osasuna
  - Sporting Gijon		0 – 1		Mallorca
  - Atletico Madrid		4 – 3		Barcelona
  - Valencia		1 – 2		Valladolid
  - Real Betis		2 – 2		Villarreal
- Bundesliga
  - Hamburger SV		1 – 3		Wolfsburg
  - Werder Brema		0 – 0		Bayern Monachium
  - Karlsruhe		0 – 2		Stuttgart
- Ligue 1
  - Bordeaux		1 – 0		Lorient
  - Caen		0 – 1		Marseille
  - Monaco		2 – 2		Saint-Etienne
  - Paris S.G.		4 – 1		Nancy
  - Lyon		1 – 1		Rennes
- Liga Sagres
  - Belenenses		1 – 2		Associacao Naval
  - Trofense		1 – 1		Amadora
  - Maritimo		5 – 1		Vitoria Setubal

### Narciarstwo klasyczne
- Mistrzostwa Świata w Narciarstwie Klasycznym 2009
  -  Bieg narciarski 50 km techniką dowolną mężczyzn:   Petter Northug;   Maksim Wylegżanin;   Tobias Angerer.

### Narciarstwo alpejskie
- Puchar Świata w narciarstwie alpejskim
  - Puchar Świata w narciarstwie alpejskim kobiet, supergigant w Bansko:   Lindsey Vonn;   Fabienne Suter;   Tina Maze[24].
  - Julien Lizeroux Puchar Świata w narciarstwie alpejskim mężczyzn, slalom w Kranjska Gora:   Julien Lizeroux;   Giuliano Razzoli;   Felix Neureuther[25].

### Biatlon
- Mistrzostwa Europy w Biathlonie 2009:
  - Bieg pościgowy – 10 km kobiet:   Anastasija Kuźmina;   Wiktorija Semerenko;   Jana Romanowa.
  - Bieg pościgowy – 12,5 km mężczyzn:   Daniel Böhm;   Serhij Sedniew;   Rune Brattsveen.